# Колупаев, Владимир Евгеньевич
Влади́мир Евге́ньевич Колупа́ев (в монашестве Ростислав; род. 17 сентября 1964, Мещерское, Московская область) — российский религиозный деятель и историк. Католический священник. Доктор исторических наук. Один из авторов «Католической энциклопедии» и передач на Радио Мария.

## Биография
Родился 17 сентября 1964 года в посёлке Мещерское Чеховского района Московской области.
Закончил Мещерскую среднюю школу.
В 1984 году окончил Московский государственный институт культуры.

## Церковная деятельность
В 1989 году пострижен в монашество с именем Ростислав и 11 июня того же года рукоположен в сан православного священника.
10 июля 1991 года назначен настоятелем Преображенской церкви в Малоярославецком районе. Освящал закладной камень при строительстве храма в честь святителя Тихона и придела Благовещения на Кончаловским кладбище в Обнинске. Основал в 1994 году храм в честь князя Владимира и Ольги, с 17 марта 1995 года — первый настоятель основанного им храма в честь святых Веры, Надежды, Любови и матери их Софии в Обнинске на улице Любого и Духовно-просветительного центра «Надежда» при нем, в 1996 году — основал храм вмч. Пантелеимона в больничном городке при Медсанчасти на улице Ленина.
Благочинный первого и второго округов Калужской епархии, преподаватель Истории Русской церкви в Калужском духовном училище, Калужском женском училище и Калужской духовной семинарии. Издатель и первый редактор Калужских епархиальных периодических изданий.

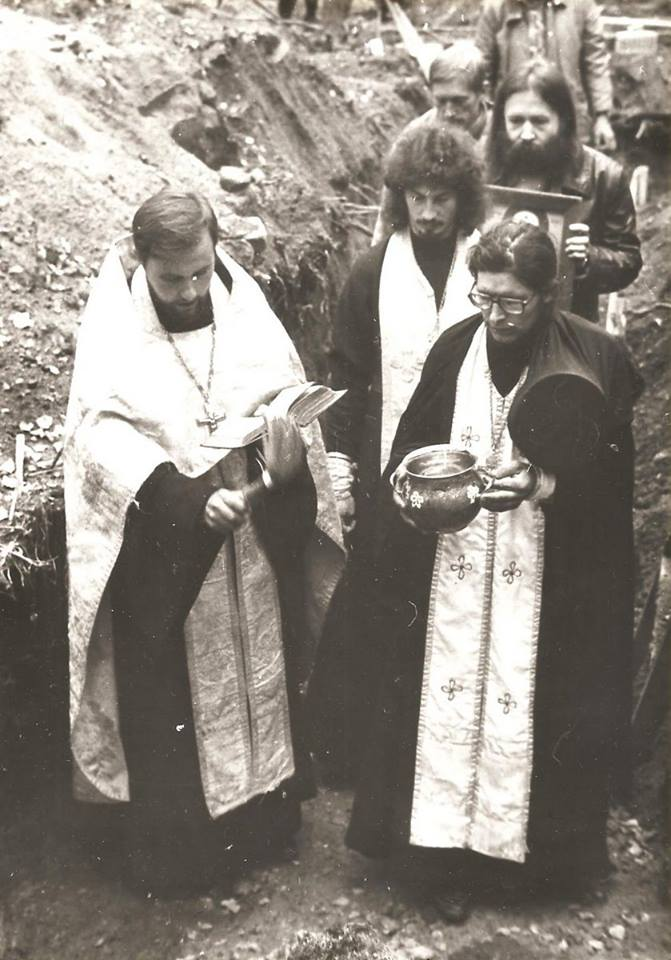
Освящение котлована под основание храма Святителя Тихона, 1991 год

25 декабря 1997 года решением Священного Синода Русской Православной Церкви направлен в командировку в Марокко. Как указано в справке к журналам Священного Синода от 29 декабря 1999 года «За время своего служения игумен Ростислав проявил себя исключительно с отрицательной стороны. От общины поступали жалобы на грубость настоятеля, нарушение им богослужебного устава и сложившихся традиций прихода. Нередко игумен Ростислав самовольно оставлял приход и без разрешения Священноначалия пребывал в других странах зарубежья. По сообщениям из прихода, за два года пребывания в Марокко игумен Ростислав отсутствовал на месте своего служения в общей сложности 5 месяцев. Кроме того, игумен Ростислав опубликовал критическую статью, направленную на дискредитацию Священноначалия нашей Церкви, в газете «Русская мысль», выходящей в Париже». 29 декабря 1999 года решением Священного Синода освобождён от должности настоятеля Воскресенского храма в городе Рабате и направлен в распоряжение архиепископа Калужского и Боровского Климента.
В 2004 году перешёл в католичество, инкардинирован в Львовскую архиепархию УГКЦ.
В 2013 году получил сана архимандрита.

## Научная деятельность
В 1999 году в Московском институте национальных и региональных отношений под научным руководством кандидата исторических наук, доктора философских наук, профессора В. Л. Калашникова защитил диссертацию на соискание учёной степени кандидата исторических наук «Русские в Северной Африке 1920—1998 гг.» (специальность 09.00.15 — история международных отношений и внешней политики). Официальные оппоненты — доктор исторических наук, профессор С. С. Хромов и кандидат исторических наук В. П. Рыбалкин. Ведущая организация — Академия ФСБ России.
В 2004 году была издана книга «Русские в Северной Африке», основанная на материалах кандидатской диссертации.
Докторская диссертация: «Книгоиздательская деятельность Русской православной церкви за границей в XX веке».
Тема научного интереса: история, культура и религиозная жизнь Русского Зарубежья. Преподавал исторические дисциплины в Москве, Калуге, Обнинске и Новосибирске. Автор ряда книг и научных статей в российских и зарубежных изданиях, участник международных и всероссийских научных конференций.
Член международного научного комитета и итальянской редакции журнала La Nuova Europa: rivista internazionale di cultura.
Член редакционной коллегии научно-образовательного журнала «Studia Humanitatis» ISSN 23088079.
Работает в центре Христианская Россия в Сериате, Италия.
Участник проекта создания базы данных «Personalità: Martiri — Chiesa cattolica, Confessori della fede — Chiesa cattolica» на итальянском языке.
Ассистент международных движений «Матери в молитве» и «Христианское возрождение».
Живёт в Италии.

## Публикации
- Русские в Магрибе. Монография. — М.: Издательство «Пашков дом», 2009. — 415 с. — ISBN 978-5-7510-0435-4.
- Православная книга Русского Зарубежья первой половины XX века: Из истории типографского братства Иова Почаевского, Волынь — Карпаты, 1903 — 1944. Монография. — М.: Издательство «Пашков дом», 2010. — 272 с. — ISBN 978-5-7510-0432-3.
- «Жизнь с Богом»: Описание архивного фонда. — Seriate (Bg), Italiа: : «Russia Cristiana[итал.], Pro manoscritto, 2009. — 54 с.
- Брюссельское издательство «Жизнь с Богом»: Книжный мир Русского Зарубежья XX века. Радиомиссия для советских слушателей. Монография. — Saarbrucken: LAP Lambert Academic Publishing GmbH & Co., 2012. — 336 с. — ISBN 978-3-8484-0980-8.
- Жизнь епископа Павла Мелетьева: Служение Церкви и Родине в России, в СССР и в зарубежье. Монография. — Saarbrücken: LAP Lambert Academic Publishing GmbH & Co., 2012. — 125 с. — ISBN 3-659-12583-0. — ISBN 978-3-659-12583-6.
- Русское церковное присутствие в Китае. Монография. — 2013. — 122 с. — ISBN 978-3-8484-7969-6.
- Жизненная история Рославльского епископа Павла Мелетьева. — Смоленск: Странникъ, 2018. — 160 с. — ISBN 978-5-6041915-2-1.

- Священномученик архиепископ Феофан (Туляков) // Журнал Московской Патриархии, 1998. — № 5. — C. 40-41.
- Русские в Магрибе: К 100-летию установлению российско-марокканских отношений // Русская мысль (Париж). — 1998. — № 4238. — С. 20
- Русские в Магрибе: К 100-летию установления российско-марокканских отношений // Вече. — Мюнхен, 1998. — № 62. — С. 191—210.
- Русские в Африке // Школа. — М., 1998. — № 4. — С. 61−62.
- Польская икона в Африке // Свет Евангелия. — М., 1999. — № 11. — с. 8.
- События второй мировой войны в Северной Африке // Материалы научной конференции, посвященной немецко-фашистскому вторжению в Белоруссию. — Гомель, 1999.
- Русский приход в арабской стране // Русская мысль. — Париж, 1999. — № 4289. — С. 21-25
- Церковь и дети: На примере эмигрантской среды в Северной Африке // Школа. — М., 1999. — № 3. — С. 71-75.
- Русская школа в диаспоре: На примере северной Африки // Школа. — М., 1999. — № 6. — С. 28-35.
- Икона из Кишинэу в Африке // Столица. — Кишинев, 1999. — № 14 (10.4). — С. 5.
- Сын Толстого в Африке // Школа. — М .: Издательство Школа, 2000. — № 4. — С. 55-57
- Русские эмигрантские ученые и наука в Северной Африке // Школа. — М., 2001. — № 2 (41). — С. 59-62.
- Русские в Иностранном легионе // Школа. 2001. — № 6 (45). — С. 88-95
- Русский флот в Африке // Военно-исторический архив. — М., 2002. — № 7. — С. 3-21; № 8. — С. 3-36.
- Через Море в Африку // Мир океанам. — М., 2002. — № 18. — С. 113—118.
- Русская книга в арабском Магрибе // Школа. — М., 2002. — № 5. — С. 9-16
- Валаамский след в Марокко // Школа. — М., 2003. — № 5 (56). — С. 54.
- Под солнцем Африки // Военно-исторический архив. — М., 2004. — № 1 (49). — С. 8-32.
- Судьба русского генерала // Военно-исторический архив : Ежемесячное научно-популярное издание. 2004. — № 9. — С. 93-113.
- Русские в Марокко: Материалы для биобиблиографического словаря // Берега: информационно-аналитический сборник о русском зарубежье. 2005. — Вып. 4. — С. 14-22
- История семьи Гурко // Военно-исторический архив : Ежемесячное научно-популярное издание. — 2005. — № 6. — С. 115—129.
- Русское рассеяние // Вестник Елецкого Государственного Университета / Елецкий Государственный Университет им. И. А. Бунина, Министерство высшего и профессионального образования РФ, Федеральное агентство по образованию; ред. кол. серии: Е. Т. Атаманова, Н. В. Борисова, В. П. Горлов, А. В. Новосельцев . — Елец : Елецкий Государственный ун-т им. И. А. Бунина. — Вып.12.: . — Елец : Елецкий Государственный ун-т им. И. А. Бунина, 2006. — С. 21-30
- Российская диаспора и Русская Православная Церковь в Тунисе : (По печатным источникам) // Нансеновские чтения [Материалы 1-й междунар. конференции «Нансеновские чтения», Санкт-Петербург, 23-25 октября, 2007 г.]. — СПб. : ИКЦ «Русская эмиграция», 2008. — С. 227—237.
- Книги русских эмигрантов в арабском Магрибе // Библиография. — 2008. — № 1. — С. 135—140.
- Жизнь русских в Египте // Военно-исторический архив. — 2008. — № 7 (103). — С. 103—116; № 8 (104) — С. 64-75.
- Роль и значение Церкви в Марокко // Военно-исторический архив. — 2008. — № 9 (105). — С. 57-66.
- Архимандрит Варсанофий (Толстухин) // Военно-исторический архив. — 2008. — № 10 (106). — С.18-32.
- Восточные коллекции Ватикана // Восточная коллекция. — М. 2008. — № 4. — С. 135—142.
- Вспоминая Индию // Восточная коллекция. — М. 2008. — С. 145—149.
- Книжный знак Севастопольской морской библиотеки // Альманах библиофила. — Вып. 32. — Москва, 2008. — С. 90-97.
- «Доктор Живаго» в книжной коллекции русской эмиграции // Библиография. — М. 2008. — № 4. — С. 151—155.
- Отстаивая свою самобытность // Восточная коллекция. — М., 2008. — № 1 (32). — С. 123—128.
- Маринистика в экслибрисах // Российский экслибрисный журнал = Russian bookplate journal. — Вып. 8. — 2008. — С. 36-41.
- Жизнь русских в Египте // Военно-исторический архив : Ежемес. науч.-попул. издание / Гл. ред. В. С. Ещенко. — 2008. — N 7 (103). — С. 103—116
- Архимандрит Митрофан (Ярославцев) // Военно-исторический архив. — 2009. — № 3 (111). — С. 10-28.
- Издательство имени Чехова в Нью-Йорке // Библиография. — М. 2009. — № 4. — С. 140—143.
- Источниковедение Русского Зарубежья: Информационные массивы в системе университетов англоязычных стран // Вспомогательные исторические дисциплины в пространстве гуманитарного знания: Материалы XXI научной конференции. — М., 2009. — С. 215—217.
- Изучение православной книжной культуры Русского Зарубежья XX века в отечественной науке // Книга: исследования и материалы. Ч. 1. М. : Наука, 2009. — С. 477—479.
- Почаевские издания начала XX в. как предшественники издательской деятельности Русской Православной Церкви за границей // Книга в пространстве культуры. — Вып. 1 (5). — Москва, 2009. — С. 78-88.
- Церковное книгоиздание на Волыни в последние годы Российской империи // Румянцевские чтения — 2009 = Rumyantsev readings — 2009 : Историко-культурные традиции и инновационные преобразования России. Просветительская ответственность библиотек : материалы международной научной конференции (21-23 апреля 2009 года) : [в 2 ч.]. — Ч. 1. — Москва : Пашков дом, 2009. — С. 122—130.
- Издание музыкально-литургических книг в Русском Зарубежье XX века // Библиотековедение. 2009. — № 6. — С. 86-89.
- Музыкально-литургические документы в истории Русского Зарубежья XX века // Книга: исследования и материалы. Сб. 91, ч. 1 — II. М. : Наука, 2009. — С. 178—194.
- Русские воинские традиции во французском Иностранном легионе // Военно-исторический архив : Ежемес. науч.-попул. издание / Гл. ред. В. С. Ещенко. 2009. — № 10 (118). — С. 4-20
- Иосиф Германович в книжном мире русского и белорусского зарубежья // Здабыткi: дакументальныя помнікi на Беларусi / Нацыянальная бібліятэка Беларусі; складальнікі: Л. Г. Кірухіна, К. В. Суша. — Мінск : Нацыянальная бібліятэка Беларусі, 2010. — Вып. 12. — 287 с.
- Образ преподобного Иова Почаевского и книгоиздательские традиции русской православной церкви на родине и в зарубежье // Альманах библиофила. — Вып. 34. — Москва, 2010. — С. 9-31.
- Документы по истории Церкви в собрании итальянского центра «Russia Cristiana» в Сериате // Материалы Международной научной конференции «Современные проблемы изучения истории Церкви», МГУ им. М. В. Ломоносова, 7 ноября 2011 г. — М: МГУ, 2011.
- Издатель Яков Оренштейн и его книги в библиотеках русского зарубежья / В. Е. Колупаева // Библиотека в контексте истории : материалы 9-й международной науч. конф., Москва, 3-4 октября 2011 г.. — М.: Пашков дом, 2011. — С. 296—301.
- Жизнь русской общины в Бразилии в освещении газеты «Друзьям и знакомым» // Латинская Америка. — М. 2011. — № 3. — С. 1—9.
- Ментальная и социокультурная картина жизни русских католиков в Париже в XX в. // Ежегодник историко-антропологических исследований 2010. — М. : Издательство «ЭКОН-ИНФОРМ», 2010. — С. 64—73.
- Миссия иезуитов среди русских эмигрантов в Аргентине в XX веке // Латинская Америка. — 2011. — № 8. — С. 81-94
- Монастырь на острове Сан-Ладзаро // Восточная коллекция. — М. 2011. — № 2 (45). — С. 43-51
- О русско-болгарских книжных связях // Николова М. С. Русская книга в Болгарии (1878—1912). [Монография]. М. : Издательство «Пашков дом», 2010. — 160 с.
- Об изучении документального наследия издательства «Жизнь с Богом» (Брюссель) // Историография источниковедения и вспомогательных исторических дисциплин: материалы XXII международной научной конференции, Москва, 28 — 30 января 2010 г. М. : РГГУ, 2010. — С. 257—259.
- Валент Роменский в книжном мире русского зарубежья // Румянцевские чтения — 2010. — М.: Пашков дом, 2010. — С. 198—201
- Отечественная наука и вопрос изучения православной книжной культуры русского зарубежья XX века / В. Е. Колупаев // Румянцевские чтения — 2011. Ч. 1 : материалы междунар. науч. конф. (19-21 апр. 2011) : [в 2 ч.]. — М.: Пашков дом, 2011. — С. 236—239.
- Экземпляр церковно-славянского Молитвослова в библиотеке «Бетти Амбивери» : (Сериате, Италия) // Книга в пространстве культуры.- Вып. 1(6). — Москва, 2010. — С. 54-62.
- Работы М. А. Таубе по византиноведению в Русском Зарубежье XX в. // Российское византиноведение: Традиции и перспективы. Тезисы докладов XIX Всероссийской научной сессии византинистов. — М. : Издательство Московского университета, 2011. — С. 122—124.
- Российско-ватиканские отношения в XX веке: новые документы Русского зарубежья // Современная Европа: Журнал общественно-политических исследований. — М. 2011. — № 3. — С. 106—111.
- Русские художники Леонид и Римма Браиловские в России и Риме // Русские в Италии. Итальянцы в России: Взаимовлияние культур. — СПб: СПбГАСУ, 2012. — С. 50—78. — ISBN 978-5-9227-0364-2
- Русские книжные коллекции в собрании итальянского центра «Russia Cristiana» // Библиография. — М. 2011. — № 5 (сентябрь — октябрь). — С. 122—126
- Русские католики в Харбине (20-е ─ 30-е годы XX века) // Проблемы Дальнего Востока. — 2012. — № 2. — С. 167—175.
- Русские черты в Бразилии во второй половине XX века // Ежегодник историко-антропологических исследований 2011/2012 / РУДН. — М. : Издательство «Экон-Информ» 2012. — ISBN 978-5-9506-0928-2
- Изгнание из России в Италию: книжная коллекция Кирпичёвых-Замбелли // Альманах библиофила. — Вып. 35. — Москва, 2012. — С. 26-59.
- Русские в Чили: католики и православные // Латинская Америка. — 2012. — № 4. — С. 88-94
- Россия и Болгария: новая книга по истории наших взаимоотношений // Библиотечное дело. — 2012. — № 13. — С. 31-32
- Писатель Борис Ширяев и мир русской книги в зарубежье // Библиотечное дело. — 2012. — № 12. — С. 29-33
- Трансляция имперских идей в российской идеологии и геополитике (к 1700-летию Миланского эдикта) // Studia Humanitatis. 2013. — № 2
- Православие в Центральной и Восточной Африке // Studia Humanitatis. 2015. — № 1
- Александр Николаевич Евреинов как ватиканский дипломат и деятель Русского Зарубежья // Studia Humanitatis. 2015. — № 2
- К истории публикации книг Александра Меня: документы из архивной коллекции итальянского центра «христианская Россия» // Государство, общество, Церковь в истории России ХХ-XXI веков : материалы XV Международной научной конференции: в 2-х частях, Иваново, 23-24 марта 2016 года. Том Часть 1. — Иваново: Федеральное государственное бюджетное образовательное учреждение высшего профессионального образования «Ивановский государственный университет», 2016. — С. 190—195.